# 銀重牙鯛
銀重牙鯛為輻鰭魚綱鱸形目鱸亞目鯛科的其中一種，分布於西大西洋區，從美國佛羅里達州南部至阿根廷海域，棲息深度可達15公尺，本魚體銀色，體高，尾柄部具一大黑斑，體側具7-8條模糊垂直條紋，背鰭硬棘12沒;背鰭軟條13-14沒;臀鰭硬棘3枚;臀鰭軟條12-14枚，體長可達37.8公分，棲息在水質清澈的沿岸海域，屬肉食性，可做為食用魚及遊釣魚。